# 唐诗别裁集
《唐诗别裁集》是中國唐朝詩歌选集。清代沈德潛编。共20卷。
《唐诗别裁集》選取唐代作家270餘人，選詩1900餘首，收錄重點則以王维、李白、杜甫、岑参為主。書名則取杜甫《戏为六绝句》之“别裁伪體亲風雅”语，此書在清初頗富盛名，“海內承學者幾於家有其書”。《唐詩別裁集》初刻於康熙五十六年（1717年），沈德潛自云其選詩宗旨：“大
約去淫濫以歸於雅正”。乾隆二十八年（1763年），沈德潛以九十歲高齡重校此書，大幅增錄白居易詩，其入選數量從4首大幅增加至60首。编者在《凡例》中说明“是集以李、杜为宗”，主张“使人知唐诗中有鯨魚碧海、巨刃摩天之觀”。乾隆十五年，官修《唐宋詩醇》大量引用《唐詩別裁集》初訂本的詩評內容，乾隆二十八年（1763年）沈德潛在重訂《唐詩別裁集》時，也參考了《唐宋詩醇》的選詩要旨。乾隆二十八年（1763年），孫洙編輯《唐詩三百首》，與《唐詩
別裁集》初刻本選詩重複者高達七成。清人俞汝昌曾撰《唐詩別裁集引典備註》20卷。